# Petiveriaceae
Petiveriaceae — родина квіткових рослин, які раніше входили до підродини Rivinoideae у Phytolaccaceae. Родина включає дев'ять родів та близько 20 відомих видів. 
Petiveriaceae включає такі роди:
- Gallesia Casar.
- Hilleria Vell.
- Ledenbergia Klotzsch ex Moq.
- Monococcus F.Muell.
- Petiveria L.
- Rivina L.
- Schindleria H.Walter
- Seguieria Loefl.
- Trichostigma A.Rich.